# Сражение у Жданой горы
Сражение у Жданой горы — сражение 26 января 1135 года между войсками Новгорода во главе с Всеволодом и Изяславом Мстиславичами и войсками суздальского князя Юрия Долгорукого, выигранное суздальцами.

## Предпосылки
Истоки конфликта лежали в борьбе сыновей Мстислава Владимировича Великого против младших Владимировичей за волости после смерти своего отца (1132). Всеволод Мстиславич, а затем и его брат Изяслав Мстиславич были изгнаны из Переяславля Южного, затем Изяслав был изгнан из Турова и отправился к брату в Новгород. Поход был предпринят Всеволодом с целью посадить Изяслава на княжение в Ростове.
Поводом для сражения послужил хлеб, который суздальцы стали отпускать из Ополья в Новгород по завышенным ценам и облагать провоз товаров новгородских купцов большими пошлинами. Новгородцы привели большую рать зимой, выйдя из Новгорода 31 декабря и двигаясь по речному льду. До Жданой горы они добрались по реке Дубне, Заболотскому озеру, Сулоти и Кубри.

## Ход сражения
Сражение произошло 26 января 1135 года. Погибли новгородские военачальники: посадник Иванко «муж храбрый», тысяцкий Петрило Микулич и множество воинов. Богатый обоз стал добычей суздальцев.
Как рассказывает летопись,

Того же лѣта,
зимѣ, князь Всеволодъ Мстиславичь иде ратью съ Нѣмцы и со всею силою Новгородцкою на
Суздаль и на Ростовъ; и бысть имъ путь стропотокъ зѣло: насташа бо дніе злы, вѣтри силни
и віалици страшны зѣло; и срѣтиша ихъ Суздалци и Ростовцы на Жданѣ горѣ, и бишася
тамо на Жданѣ горѣ крѣпко, и много зла сътворися Новгородцемъ, и убиша мужа славна
посадника их Иванка Данкова, и Жиряту Якунова, и Петрила Никулича, и Даншу Якшича,
и много добрыхъ и храбрыхъ мужей Новгородцевъ побиша, и многи крови христіаньскіа
проліашася. И бѣжаша Новгородци и со княземъ ихъ къ Новугороду, и пришедше въ
Новъгородъ начаша молвити о Суздальстѣй войнѣ на князя Всеволода Мстиславича; онъ же
умысли бѣжати въ Нѣмци.
— Никоновская летопись под 1134 годом

## Результаты сражения
Из-за бегства Всеволода Мстиславича с поля боя новгородское вече 28 мая 1136 года лишило его новгородского стола, что принято считать началом республиканского периода в истории Новгородской земли.
В самом Новгороде после неудачного похода князь Всеволод и епископ Нифонт построили каменную церковь Успения на Торгу на память усопших (погибших в битве). Церковь эта строилась в течение девяти лет и была закончена в 1144 году.

## Память
Об этом бое в день памяти Иосифа, епископа Солунского напоминает давно разрушенный Осипов монастырь на реке Кубри, теперь село Осипова пустынь.